# FC Amager
FC Amager (eller FCA) var en dansk fodboldklub, stiftet 1. juli 2008, der begærede sig selv konkurs 30. marts 2009. Klubben var en eliteoverbygning til fodboldklubberne Boldklubben Fremad Amager, Kløvermarkens Forenede Boldklubber og Amager Fodbold Forening, som på daværende tidspunkt befandt sig i henholdsvis 2. division Øst (2007/08-sæsonen) samt Serie 1, Pulje 2 (2007-sæsonen) under Københavns Boldspil-Union. Holdet afviklede sine hjemmebanekampe i Sundby Idrætspark (med plads til 7.200 tilskuere heraf 2.500 siddende), den tidligere hjemmebane for projektets lokomotiv Fremad Amager, der overdrog sin divisionslicens til FC Amager.

## Visionerne
Fremtidsvisionerne for den amagerkanske overbygning blev præsenteret på et pressemøde i Fremad Amagers klubhus tirsdag den 20. marts 2007 kl. 14 af fodboldspilleren og den nye klubejer Todi Jónsson, ejendomsmægler, hovedsponsor og tidligere hovedaktionær Hanne Nørrisgaard, sponsoren Eik Banks repræsentant Claus Bodenhoff  samt tidligere Fremad Amager formand Karsten Østergaard. Den primære målsætning for FC Amager var at rykke op i Superligaen senest i 2010/11-sæsonen og fungere som talentskole for unge fodboldtalenter fra Færøerne samt Amager. Det tilhørende fodboldakademi skal huse 20-25 unge spillere fra Færøerne og mindre nationer. Pressemødet på Sundbyvestervej blev efterfølgende fulgt op med et nyt den 26. marts i Tórshavn på Færøerne grundet interessen fra landets erhvervsliv og investorernes stærke bånd til landet.

## Baggrundshistorie
Inden pressemødet blev overbygningen omtalt under arbejdsnavnene Amager FC (en anden fodboldklub med dette navn eksisterer allerede), Øens Hold (ikke at forveksle med Odense Boldklub og fodboldsamarbejdet mellem fynske fodboldklubber) og senest blot Amager (et fælles hold for øens ynglinge) og havde været undervejs siden sommeren 2005. Planerne tog dog først fart, da en gruppe bestående af fire færøske investorer, under det nystiftede selskab Fremad Amager Invest A/S med fodboldspilleren Todi Jónsson i spidsen, på en ekstraordinær generalforsamling den 15. marts 2007 overtog aktiemajoriteten (51,7 procent) i Fremad Amager A/S. De øvrige medinvestorer i det nye aktieselskab bestod af en investorforening fra Færøerne og to investorer indenfor IT-branchen i København og havde en startkapital på et par millioner. Den tidligere hovedaktionær i Fremad Amager A/S, Hanne Nørrisgaard, repræsenterer efterfølgende stadig en tredjedel (37,5 procent) af aktierne. Dialogen mellem investorerne og Fremad Amager A/S blev startet halvandet år inden overtagelsen.
Kastrup Boldklub skulle oprindeligt have deltaget i overbygningen, men grundet deres engagement i Amager United i perioden 2002-2007 og de dertilhørende konflikter, herunder en fogedsag fra Amager United ApS i forbindelse med bruddet med Amager United og holdets opløsning, har klubbens formand, Søren Mortensen, imidlertid udtalt, at det ikke kommer på tale. Vurderingerne lyder dog på, at Kastrup Boldklub indtræder i overbygningen på et senere tidspunkt, da klubben netop var en af de to oprindelige initiativtagere til Øens Hold-projektet og spørgsmålet allerede har været til afstemning på en ekstraordinær generalforsamling med et positivt svar. Initiativtagerne og investorerne har udtalt, at der foreligger en åben invitation til yderligere deltagelse af andre fodboldklubber fra Amager.
Det seneste forsøg på at samle øens fodboldklubber og skabe en slagkraftigt professionelt hold med Superliga-ambitioner, skete på initiativ fra en række personer i Kastrup Boldklub og Fremad Amager, da man indså at intet Amager-hold økonomisk kan begå sig i Superligaen alene. Fremad Amager tog direkte kontakt til Kastrup Boldklub og Tårnby Boldklub (moderklubberne i Amager United) for at drøfte mulighederne på et fremtidigt samarbejde, hvilket Kastrup Boldklubs bestyrelse besvarede positivt. Efter afholdelsen af et uformelt møde i juni 2005  mellem Karsten Østergaard (daværende amatørformand i Fremad Amager og bestyrelsesmedlem i klubbens aktieselskab) og Gorm Thorius (daværende formand i Kastrup Boldklub) samt Søren Mortensen (daværende repræsentant for Kastrup Boldklub i Amager Uniteds bestyrelse), inviterede initiativgruppen (med Søren Mortensen som talsmand) samtlige 35 fodboldklubber på Amager til samarbejde gennem et stormøde den 13. oktober 2005 på Peder Lykke Skolen. Repræsentanter fra ti klubber mødte op og ytrede ønske om at indgå i uforpligtende drøftelser omkring det videre arbejde med udarbejdelsen af et beslutningsgrundlag (udkastet lå færdigt i efteråret 2006) til etablering af holdet. Det viste sig dog efterfølgende at idéerne omkring elite-overbygningen ikke fik opbakning fra alle klubbernes bestyrelser og på en række ekstraordinære generalforsamlinger.
Den 14. november 2006 blev det et klart ja med 80,2% for og 19,8% imod (ud af 81 stemmeberettigede sagde 81 ja, 20 nej mens 3 undlod) fra Kastrup Boldklub efter en lang debat forinden en ekstraordinær generalforsamling blandt klubbens medlemmer. Kort tid efter accepterede Amager FFs generalforsamling (i oktober/november måned 2006) og Kløvermarkens FB ligeledes. Fremad Amager afholdte ikke en ekstra-ordinær generalforsamling, da amatørafdelingen ved dannelsen af Fremad Amager A/S afgav retten til at træffe beslutninger omkring divisionsholdet til aktieselskabet.
Kort tid efter afholdelsen af stormødet meldte Tårnby Boldklub sig derimod ud af samarbejdet om Øens Hold grundet deres daværende engagement i Amager United. AB 70s anpartsselskab, der varetager førsteholdets interesser, annoncerede dernæst i en pressemeddelelse den 25. november 2005, at Vestamagerklubben havde trukket sig fra drøftelserne om et fælled storhold på Amager grundet dens nyvundne status som 2. divisionsklub (første gang i klubbens historie) og en overbygningsaftale ville betyde degradering til Danmarksserien. Det blev i oktober 2006 fulgt op af B1908s bestyrelse, som havde to repræsentanter i arbejdsgruppen om Øens Hold. Bestyrelsen vurdede at det eksisterende beslutningsgrundlag ikke var godt nok til at blive vedtaget ved en ekstraordinær generalforsamling. Endvidere kunne de ikke afgive klubbens suverænitet, da de ikke mente projektet var bæredygtigt grundet manglende interesse fra konkrete stor-sponsorer. Dragør Boldklub havde spørgsmålet til afstemning på en ekstraordinær generalforsamling den 5. december 2006 og fik ikke et mandat til at deltage i projektet, da kun et enkelt medlem stemte fór, mens resten af de fremmødte stemte nej eller blankt. Endvidere godkendte medlemmerne i Sundby Boldklub og Sønderbro Fight ikke et formelt samarbejde – til trods for at man oprindeligt var positivt stemt for projektet.
Baggrunden for at holdet først løber på banen til sæsonstart i august 2008 skyldes bl.a. at underskuddet på tre millioner i Fremad Amager A/S måtte nedskrives af den tidligere hovedaktionær kort før Dansk Boldspil-Unions ansøgningsfrist den 31. marts 2007. Det var således ikke realistik, at de oprindelige planer om at holdet var på banen til sommeren 2007 kunne overholdes og man valgte at udskyde sammenlægningen et enkelt år. Endvidere sad ingen af moderklubberne (inden pressemødet den 20. marts 2007) inde med en professionel organisation og faciliteter, der skulle håndtere en oprykning til Superligaen.

## Logo og maskot
FC Amagers logo var tegnet af det færøske kommunikationsbureau Sansir (med en dansk afdeling) og har et par englevinger, efter Fremad Amagers kælenavn, et skjold med Dannebrog og øverst klubnavnet i forkortet form som centrale elementer i designet. FC Amagers spilledragt var en kombination af blå og hvide farver. Den 21. maj 2007 blev der udskrevet en konkurrence i Amager Bladet for at finde frem til den figur, som skulle repræsentere FC Amager som maskot i markedsføringen af holdet.

## Økonomi og konkurs
Da klubben blev stiftet i sommeren 2008 var det med store armbevægelser og endnu større ambitioner. Som bestyrelsesformand blev Brian Mollerup hentet ind til at styre butikken. Brian Mollerup er tidligere kendt som Anja Andersen's højrehånd i hele opstarten af håndboldeventyret i Slagelse, samt direktør for købmandskæden Spar.
Efter nogle måneder på posten gjorde Brian Mollerup resten af bestyrelsen opmærksom på at ambitioner og økonomi slet ikke hang sammen. Efter uenigheder om den fremtidige strategi i klubben valgte Brian Mollerup allerede at trække sig fra posten den 5. februar 2009, og forlod helt FC Amager.

Den 28. marts 2009 meddelte direktør Todi Jónsson til DBU at klubben begærer sig selv konkurs og trækker sig fra 1. division kun 8 måneder efter at klubben blev stiftet. Umiddelbart efter at spillerne have fået beskeden om klubbens konkurs, gik de amok i omklædningsrummet og stjal og ødelagde en del inventar.
FC Amagers licens blev overdraget til Fremad Amager i efteråret 2009, hvor holdet begyndte i Københavnsserien.